# Julia Maik
Julia Maik (ur. 23 września 2003) – polska pływaczka specjalizująca się w stylu dowolnym i motylkowym, brązowa medalistka mistrzostw Europy.

## Kariera
W lutym 2024 roku na mistrzostwach świata w Dosze płynęła w sztafecie 4 × 100 m stylem dowolnym, która zajęła czwarte miejsce.
Cztery miesiące później podczas mistrzostw Europy w Belgradzie płynęła w wyścigu eliminacyjnym sztafet 4 × 100 m stylem dowolnym. Otrzymała brązowy medal, kiedy Polki zajęły w finale trzecie miejsce.